# 利特爾頓 (新罕布什爾州普查規定居民點)
利特爾頓（英語：Littleton）是位於美國新罕布什爾州格拉夫頓縣的普查規定居民點。

## 人口
根據2020年美國人口普查的數據，利特爾頓的面積為22.13平方千米，當中陸地面積為21.89平方千米，而水域面積為0.24平方千米。當地共有人口4467人，而人口密度為每平方千米201.85人。